# Chicago Board Options Exchange
Le Chicago Board Options Exchange (CBOE) est une bourse où il se négocie des contrats d'options. Le CBOE est la principale bourse d'option en Amérique du Nord et offre des options pour certaines actions du marché américain selon certaines exigences.

## Histoire
En septembre 2016, CBOE Holdings annonce l'acquisition de BATS pour 3,2 milliards de dollars.
En décembre 2019, CBOE annonce l'acquisition de EuroCCP, une chambre de compensation, qu'elle détenait déjà à 20 %, le reste était détenu sur la même base par Euronext, Nasdaq, ABN Amro et Depository Trust & Clearing Corporation, pour un montant non dévoilé.
En mai 2020, CBOE annonce l'acquisition de MatchNow, un dark pool canadien.
En octobre 2021, CBOE annonce l'acquisition d'ErisX, une entreprise spécialisée dans les produits dérivés liés aux cryptomonnaies. En novembre 2021, CBOE annonce l'acquisition d'Aequitas Innovations aussi connu sous le nom de NEO, un opérateur boursier canadien, pour un montant non dévoilé.